# Thirteen at Dinner
Thirteen at Dinner (br.: Treze à mesa / pt.: A Noite de Lord Edgware) é um telefilme policial anglo-americano de 1985, dirigido por Lou Antonio. É uma aventura do detetive belga Hercule Poirot, sendo o roteiro uma adaptação de Rod Browning para o livro de Agatha Christie intitulado Lord Edgware Dies. Peter Ustinov está no papel de Poirot. David Suchet que interpreta o Inspetor Japp, mais tarde assumiria o papel do famoso detetive belga em uma longa série de televisão chamada Agatha Christie's Poirot. O ator, aliás, considerou a interpretação dele de Japp como (tradução livre) "provavelmente a pior performance de sua carreira".

## Elenco
- Peter Ustinov...Hercule Poirot
- Faye Dunaway...Jane Wilkinson / Carlotta Adams
- Jonathan Cecil...Arthur Hastings
- Bill Nighy...Ronald Marsh
- Diane Keen...Jenny Driver
- David Suchet...Inspetor James Japp
- John Stride...diretor de cinema
- Benedict Taylor...Donald Ross
- Lee Horsley...Bryan Martin
- Allan Cuthbertson...Sir Montague Corner
- John Barron...Lorde George Edgware
- David Frost...Ele mesmo

## Sinopse
Logo após participar de um programa de entrevistas na televisão no qual conhece o jovem ator Bryan Martin e a imitadora Carlotta Adams, o célebre detetive belga Hercule Poirot é convidado para um jantar na casa da famosa atriz e sua amiga Jane Wilkinson, juntamente com aqueles artistas. Poirot fica embaraçado quando Jane lhe pede que vá a casa do ex-marido dela, Lorde George Edgware, para convencê-lo a assinar o divórcio. Mas, quando conversa com o aristocrata, esse surpreende o detetive dizendo que já anteriormente concordara com o divórcio, tendo inclusive enviado uma carta a Jane. Logo após isso, o Lorde Edgware é encontrado assassinado em sua casa e os empregados dizem ter visto Jane no local pouco antes do crime. Poirot põe em dúvida a veracidade dos depoimentos deles. A seguir descobre o cadáver de Carlotta Adams, e o detetive acha que ambos os crimes estão relacionados.

## Ligação externa
- Thirteen at Dinner. no IMDb.